# گراسماسر
گراسماسر، روستایی از توابع بخش مرکزی شهرستان رامسر در استان مازندران ایران است.

## جمعیت
این روستا در قبل از دهستان جنت‌رودبار قرار دارد و براساس سرشماری مرکز آمار ایران در سال ۱۳۸۵، جمعیت آن زیر سه خانوار بوده‌است.